# Kaoru Tada
Kaoru Tada (多田かおる, Tada Kaoru, Neyagawa, 25 de setembro de 1960 – 11 de março de 1999) foi uma mangaká japonesa.

## Carreira
Tada fez sua estreia em 1977, quando ainda era uma estudante do colegial, na revista Deluxe Margaret da Shueisha. As suas histórias pertencem ao gênero de mangá shōjo e apresentam um romance centrado em personagens jovens. Além disso, seus trabalhos incluem momentos cômicos e são caracterizados por seus claros e precisos desenhos.
Um dos trabalhos mais conhecidos de Tada foi Ai Shite Knight, o qual retratava o cenário musical de rock japonês da década de 1980. A adaptação em anime apresentou canções originais nos episódios. Outro trabalho de Tada, Miihaa Paradise, também era baseado no tema rock 'n' roll pelo mundo.
Em 1991, Tada começou a série em mangá Itazura na Kiss, a qual nunca chegou a ser concluída. O trabalho se tornou tão conhecido que inspirou um livro de arte ilustrado, além de duas novelas escritas por Nori Harata, as quais foram publicadas na série Cobalt da Shueisha. Em 1996, foi lançado um drama de televisão japonesa baseado no mangá, também intitulado de Itazura na Kiss. Depois dele, foram produzidas diversas séries, entre elas It Started With a Kiss e They Kiss Again de Taiwan e Playful Kiss da Coreia do Sul. Mais tarde, o mangá ganhou uma adaptação em anime de 25 episódios.
Durante as preparações para se mudar de casa com seu marido e filho, Tada acidentalmente bateu a cabeça em uma mesa de mármore e, após ficar em coma por três semanas, acabou falecendo por hemorragia cerebral em 11 de março de 1999 aos 38 anos.

## Trabalhos
- Ai Shite Night
- Itazura na Kiss
- Itazura na Kiss Irasuto Shuu
- Kawaii Ojisama
- Kimagure Enjeru
- Kimi no Na wa Debora
- Debora ga Raibaru
- Sabishigariya no Deborah
- Horeru Yo! Koi
- Ai Shi Koi Shi no Manon!
- Kinta-kun ni Goyoujin!
- Tiinzu Burabo
- Miihaa Paradise
- High School Magic